# Klaus-Eckhard Walker
Klaus-Eckhard Walker (* 8. November 1952 in Trier) ist ein deutscher Rechtsanwalt. Er war von 1991 bis 2007 Oberbürgermeister von Rastatt und von 2008 bis 2013 1. Vorsitzender des Vereins Für unser Rastatt, der seit den Kommunalwahlen 2009 im Rastatter Gemeinderat und im Kreistag vertreten ist. Bis 2005 war er Mitglied der SPD.
Am 7. Juni 2009 bewarb er sich als parteiloser Kandidat für die Partei Die Linke um den Posten des Direktors im Regionalverband Saarbrücken, scheiterte jedoch im ersten Wahlgang mit 15,29 % Stimmen als Drittplatzierter und durfte somit nicht mehr zur Stichwahl antreten. Auf eine zunächst angekündigte Kandidatur für den Rastatter Stadtrat verzichtete er wegen dieser Bewerbung. Im Jahr 2013 zog er sich aus der Kommunalpolitik zurück.

## Leben
Klaus-Eckhard Walker wuchs in Saarlouis-Beaumarais auf. Sein Vater war Direktor der Saartal-Milchwerke und starb früh, so dass Klaus-Eckhard Walker im Alter von zehn Jahren schon Halbwaise war. Seine Mutter erzog ihn alleine und arbeitete in den Vereinigten Saarländischen Elektrizitätswerken.
Er machte sein Abitur in St. Wendel. Im Jahr 1973 während seiner Bundeswehrzeit wurde er zum ersten Mal Vater.
Danach studierte er zwischen 1974 und 1981 Jura, Politikwissenschaft und Philosophie in Trier, Saarbrücken und Frankfurt am Main. 1976 wurde er als Nachfolger von Ottmar Schreiner zum Vorsitzenden der Studentenvertretung AStA in Saarbrücken gewählt.
Anschließend arbeitete er als Rechtsanwalt, bevor er Geschäftsführer des Landkreistages Saarland in Saarbrücken wurde. Diese Position hatte er sechs Jahre lang inne. In jener Zeit arbeitete er auch als ehrenamtlicher Richter am Arbeitsgericht Saarbrücken und als Dozent für Kinder- und Jugendhilferecht an der Katholischen Fachhochschule für Sozialwesen in Saarbrücken.
In den Jahren 1991 bis 2007 war er Vorsitzender des Verwaltungsrates der Sparkasse Rastatt-Gernsbach, von 1996 bis 2007 Vorsitzender des Aufsichtsrats der REHA-Südwest gemeinnützige Gesellschaft mbH. Von 1996 bis 2008 war er Präsident des Rastatter Fußballvereins FC Rastatt 04. Von 2002 bis 2007 war er ehrenamtlicher Richter am Arbeitsgericht Karlsruhe. Weiterhin war er Aufsichtsratsvorsitzender der star.energiewerke Rastatt.
In seiner Eigenschaft als Oberbürgermeister war er zudem Vorsitzender des Vereins „Seniorenhilfe Rastatt“ (vor 2005 „Rastatter Alten- und Weihnachtshilfe“). Die ursprünglich 1948 gegründete Organisation wurde unter Walker ein eingetragener Verein.
Er ist verheiratet und hat fünf Töchter.

## Oberbürgermeister

### Erste Amtszeit (1991–1999)
Am 20. Oktober 1991 wurde er mit 43,1 % der Stimmen zum Oberbürgermeister der Stadt Rastatt gewählt. Es handelte sich um eine Stichwahl, d. h. den zweiten Wahlgang, bei dem nur eine einfache Mehrheit erforderlich war. Im ersten Wahlgang hatte kein Kandidat die absolute Mehrheit erreicht.
Der Wahl vorausgegangen war ein Skandal, bei dem ein CDU-naher Kandidat dazu gedrängt worden war, in der Stichwahl nicht anzutreten. Da dies öffentlich wurde, wurde dies für den favorisierten CDU-Kandidaten Helmut Eichenlaub zu einem Debakel. Im Endspurt zur Wahl konnte Walker, der die Unterstützung der SPD hatte, an ihm vorbeiziehen.
Walker erwarb sich schon bald den Ruf eines meinungsstarken und unabhängigen, aber auch streitbaren Stadtoberhaupts, der seine Position auch unter Inkaufnahme von schlechtem Presseecho und Meinungsverschiedenheiten mit Stadtrat und Landkreis vertrat. Er hatte zumeist die Unterstützung der SPD auf seiner Seite. Mit der CDU, die die größte Stadtratsfraktion stellt, gab es wiederholt Meinungsverschiedenheiten.
In seine erste Amtszeit fielen unter anderem die erste Durchführung des sehr erfolgreichen Straßentheaterfestivals „Tête-à-Tête“ im Jahre 1993. Auch die Einrichtung eines Bürgerbüros, das für die Einwohner der Stadt eine zentrale Anlaufstelle bei den meisten Behördengängen ist, brachte er bald auf den Weg. Die Einrichtung des Büros wurde schon im Mai 1992 auf den Weg gebracht, und bei der Eröffnung im Februar 1994 war es eines der ersten in ganz Baden-Württemberg. Weiterhin wurde ein Zentrum für Unternehmensgründer eingerichtet und das Industriegebiet wuchs. Sein Engagement im Bereich Umweltschutz, u. a. durch den „Bürger-Solarpark“, brachte Rastatt Preise ein.
Die Umwandlung des ehemaligen kanadischen Militärflugplatzes in den heutigen Baden-Airpark sowie die Planungen zur Weiterführung der S-Bahn aus Karlsruhe in die Rastatter Innenstadt waren wichtige Themen in dieser Amtszeit. Beiden Projekten steht er ablehnend gegenüber. Er konnte sich im Wesentlichen durchsetzen. Die S-Bahn-Planungen wurden auf Eis gelegt. Im Gegensatz zu anderen Kommunen des Landkreises ist Rastatt nicht direkt am Flughafen beteiligt, Walker sieht an ihm mehr touristischen als wirtschaftlichen Nutzen.
Weiterhin wurde mit der Sanierung der Finanzen der Stadt Rastatt begonnen.

### Zweite Amtszeit (1999–2007)
Bei seiner Wiederwahl am 12. September 1999 legte er bei einer Wahlbeteiligung von rund 57 % fast exakt 2000 Stimmen zu und gewann gegen Margret Mergen, die damalige Kämmerin der Stadt Karlsruhe, mit 51,3 % der abgegebenen Stimmen. Weitere Gegenkandidaten hatte es nicht gegeben.
Die zweite Amtszeit war von einer Reihe von Ereignissen überschattet, die Rastatter Lokalthemen überregional bekannt machten und in deren Fokus Walker stand.

#### Schutz- und Grillhütte Niederbühl
Ein Streit um eine nicht der Baugenehmigung gemäß errichtete Schutz- und Grillhütte im Stadtteil Niederbühl wurde landesweit bekannt. Die Hütte war nach einer Baugenehmigung vom Dezember 1998 von dem dortigen Obst- und Gartenbauverein errichtet worden. Zwei Jahre später wurde die Genehmigung zurückgenommen, da die ursprüngliche Genehmigung fehlerhaft gewesen sei. Ursprünglich war nur eine kleine Schutzhütte genehmigt, letztendlich aber eine deutlich größere Hütte errichtet worden. Walker schaltete sich selbst in die Angelegenheit ein und forderte den Abriss der Hütte. Dies wiederum stieß auf Widerstand des Niederbühler Ortsvorstehers Arnold Kiefer, der auch Vorsitzender des Obst- und Gartenbauvereins war. Die Angelegenheit entwickelte sich zu einem Streit zwischen Walker und Kiefer sowie der Niederbühler Vereine. Vermittlungsversuche, u. a. durch Erkundung alternativer Errichtungsplätze, schlugen fehl. Am 16. Juni 2003 entschied der Verwaltungsgerichtshof Baden-Württemberg, die Hütte müsse abgerissen werden. Der Obst- und Gartenverein wandte sich im Juni 2004 an den Petitionsausschuss des Landtags von Baden-Württemberg. Im Februar 2005 veranlasste die Stadt Rastatt den Abriss der Hütte und kam damit der für den 9. März 2005 anberaumten Sitzung des Ausschusses zuvor. Dieser sprach seine Missbilligung aus, weil diese Maßnahme ohne vorherige Ankündigung stattgefunden und entgegen einer Absprache zwischen Landtag und Landesregierung sei, dass von Vollzugsmaßnahmen abgesehen werde, während ein Petitionsverfahren läuft.

#### Protest gegen Afghanistan-Krieg
2001 erregte Walker große Aufmerksamkeit durch seinen öffentlichen Protest gegen den Krieg in Afghanistan. Weiterhin opponierte er dagegen, dass die Bundes-SPD diesen unterstützte. Dies wurde auch in der überregionalen Presse wahrgenommen. Ein vom Vorstand der Rastatter SPD erstellter Antrag, der die Unterstützung von Walker hatte und dem Bundesparteitag der SPD vorgelegt werden sollte, scheiterte jedoch an der Abstimmung der Mitgliederversammlung der SPD. In der Debatte zeigte sich auch das angespannte Verhältnis von Walker zu Teilen der Rastatter SPD. Nach dem Scheitern des Antrags trat der Vorstand der Rastatter SPD zurück. Das Verhältnis von Walker zur Rastatter SPD kühlte sich ab.

#### Vorwürfe gegen Asylbewerber
Am 21. Juli 2003 fiel Walker durch eine Aussage auf, die Bewohner des Rastatter Asylbewerberheims sollten sich an die Gepflogenheiten ihres Gastlandes halten, ansonsten sollten sie „in den Kongo zurückgehen, wo sie ums Feuer tanzen können, bis sie schwarz werden, was sie aber schon sind“. Anlass dieser Aussage war eine „Reggae-Party“, die den in unmittelbarer Nähe des Wohnheims lebenden Walker offenbar gestört hatte. Daraufhin zogen 70 Bewohner des Heims in einer Demonstration zum Rastatter Rathaus. Walker nahm seine Aussagen jedoch nicht zurück, sondern begründete diese mit der Sorge um seine Kinder. Er deutete hierbei an, Kinder könnten in der Umgebung der Asylbewerber-Einrichtung mit Rauschgift in Berührung kommen. Die Polizei widersprach seiner Darstellung: Das Heim sei kein besonderer Tätigkeitsschwerpunkt. Dennoch wurden kurz darauf einige Bewohner wegen Drogendelikten festgenommen, was laut Polizei das Ergebnis monatelanger Ermittlungsarbeit gewesen sei.
Bei Walkers Kandidatur für den Direktor des Regionalverbandes Saarbrücken im Jahr 2009 wurden die Ereignisse zum Gegenstand des Wahlkampfs.

#### Parteiaustritt
Im Sommer 2005 trat Walker nach fast 33-jähriger Mitgliedschaft aus Protest gegen die Sozialpolitik von Bundeskanzler Gerhard Schröder aus der SPD aus. Er bezeichnete dies als einen „persönlich schweren“ Schritt. Er habe allerdings auch seine parteipolitische Unabhängigkeit zu schätzen gelernt.

#### Muttersprachlicher Unterricht
Im November 2006 schlug Walker dem Gemeinderat vor, die Schulräume der Stadt nicht mehr für muttersprachlichen Unterricht für Kinder mit Migrationshintergrund zur Verfügung zu stellen. Er begründete diese unter anderem damit, dass dies die Bildung von Parallelgesellschaften fördere und den Erwerb ausreichender Deutschkenntnisse behindere. Der Gemeinderat folgte dem Vorschlag und forderte die Landesregierung auf, die entsprechenden Verwaltungsvorschriften zu ändern. Weiterhin beinhaltete der Beschluss, keine Räume für den muttersprachlichen Unterricht mehr zur Verfügung zu stellen.
Dies führte zu Protesten seitens der Italiener und Türken in Rastatt. Beide Gruppen klagten gegen den Beschluss.
Im Dezember empfahl Walker türkischen Eltern, „sie sollten doch bitte umziehen, wenn ihnen die Entscheidung des Stadtrats nicht gefällt“.
Der stellvertretende italienische Außenminister Franco Danieli reiste nach Stuttgart, um mit Kultusminister Rau über die Entscheidung Rastatts zu sprechen, für muttersprachlichen Unterricht keine Schulräume mehr zur Verfügung zu stellen. Daraufhin hatte Danieli erklärt, dass man eine Klage von italienischen Eltern vor dem Europäischen Gerichtshof unterstützen werde. Walker antwortete hierauf: „in Deutschland gelten deutsche Gesetze. Wenn es ihnen nicht gefällt hier mit uns zusammenzuleben, können sie gerne in ihr geliebtes Italien zurückkehren.“
Auch in der türkischen Presse wurde darüber berichtet. Die Zeitung Hürriyet kommentierte am 15. März 2007 auf ihrer Titelseite, Rastatts Oberbürgermeister Klaus Eckhard Walker habe „das Maß diesmal überschritten“.
Nachdem das Verwaltungsgericht Karlsruhe zunächst die Beschwerde türkischer Familien gegen den Gemeinderatsbeschluss abgewiesen hatte, gab der Verwaltungsgerichtshof Mannheim (VGH) dieser am 19. Oktober 2007 statt. Laut dem Urteil darf sich die Stadt Rastatt nicht über die Vorgaben des Kultusministeriums hinwegsetzen. Die Stadtverwaltung erwiderte in einer Stellungnahme darauf, dass der muttersprachliche Unterricht nicht „gottgegeben“ sei, sondern dem freien Entscheidungsrecht des Landes Baden-Württemberg unterliege und nun von „höchster Stelle“ in Frage zu stellen sei.
Die CDU in Rastatt sagte zu dem Urteil, dass man zuvor nach bestem Gewissen entschieden habe, aber auch bereit gewesen sei, die Entscheidung dahingehend zu modifizieren, dass der muttersprachliche Unterricht nur unter strenger Kontrolle durchgeführt werden kann. Die SPD zeigte sich erfreut über das Urteil.
Fast genau einen Monat später erstattete die türkische Gemeinde Anzeige gegen Klaus-Eckhard Walker, weil das Gerichtsurteil noch nicht umgesetzt worden sei. Weiterhin warf sie Walker vor, die Umsetzung des Beschlusses absichtlich zu verzögern.
Kurz darauf legte die Stadtverwaltung dem Gemeinderat eine neue Benutzungsordnung vor. In dieser war die Fremdnutzung von Schulräumen, also auch von Vereinen, generell nicht mehr erlaubt. Drittnutzer wurden auf andere städtische Räume verwiesen. Der muttersprachliche Unterricht wurde darin nicht mehr erwähnt. Walker äußerte in einem Brief zu dem Vorschlag, dass es sich nicht um „substanzielle Änderungen“ in der Benutzungsordnung handele. Eine vorrangige Verknüpfung mit dem muttersprachlichen Unterricht stellte er in Abrede.
Der Gemeinderat entschied sich allerdings dagegen, über das Thema in der letzten Woche der am 30. November 2007 auslaufenden Amtszeit von Klaus-Eckhard Walker zu beraten. Der Tagesordnungspunkt der entsprechenden Gemeinderatssitzung wurde auf Antrag der CDU und mit Unterstützung der SPD abgesetzt. Die Fraktion ALG/FDP enthielt sich, Walker selbst stimmte dagegen.
Am 17. Dezember behandelte der Gemeinderat das Thema und beschloss ohne Gegenstimmen, den Konsulaten Räume zum „nächst möglichen Zeitpunkt“ zur Verfügung zu stellen. Er revidierte damit seine vormalige Entscheidung.

### Niederlage bei der Oberbürgermeisterwahl 2007
Auf die Bevölkerung der Stadt Rastatt hatten die Ereignisse der zweiten Amtszeit eine polarisierende Wirkung, die sich vor allem bei der Wahl 2007 zeigte. Schon lange im Vorfeld der Wahl hatte sich eine Gruppe erklärter Walker-Gegner in der Bürgerinitiative „Zukunft Rastatt“ organisiert und sich auf Kandidatensuche begeben. Lange Zeit sah es so aus, als würde Walker ohne Gegenkandidat antreten. Der von CDU und der Bürgerinitiative unterstützte Kandidat Toni Huber, Bürgermeister von Weisenbach, zog seine Kandidatur aus gesundheitlichen Gründen zurück. Letztendlich fanden sich vier Gegenkandidaten. Dies waren der von der CDU unterstützte Christof Nitz, der von der Bürgerinitiative unterstützte, aber auch CDU-Mitglied Hans Jürgen Pütsch, der Unternehmer Wolfgang Weinbrecht und der Student Klaus Josef Muth. Die großen Parteien hielten sich zunächst bedeckt, unterstützten letztendlich aber in beiden Wahlgängen Gegenkandidaten von Walker.

#### Wahlkampf
Der Wahlkampf wurde sehr hitzig geführt. In zahlreichen Leserbriefen in der Lokalpresse zeigten sich die Fronten verhärtet. Walker selbst sprach von bösartigen Unterstellungen gegenüber ihm nahestehenden Menschen. Die Bürgerinitiative erwiderte darauf, dass dies nicht „ihr Stil“ sei und man Diffamierungen und das Streuen von Gerüchten immer „der Gegenseite überlassen“ habe. Eine Wahlkampfveranstaltung zog sogar eine Anzeige nach sich, weil sich der Chef einer großen, aus Rastatt weggezogenen Firma durch Walker dem Vorwurf der Bestechung ausgesetzt sah. Die Staatsanwaltschaft Baden-Baden stellte das Verfahren ein, da die Äußerung nicht den Tatbestand der Beleidigung, üblen Nachrede oder Verleumdung erfüllt habe.
Die Unterstützer Walkers bescheinigten ihm Geradlinigkeit und eine erfolgreiche Arbeit in seiner 16-jährigen Amtszeit. Er sei unabhängig von ansonsten in Rastatt politisch und wirtschaftlich einflussreichen Kräften. Zudem warfen sie der Lokalpresse vor, Walker in ein schlechtes Licht zu rücken.
Die Gegner Walkers hingegen warfen ihm mangelnde Kompromissfähigkeit vor und bewerteten sein Verhalten in den Kontroversen der vergangenen Jahre als negativ.

#### Wahlergebnis
Im ersten Wahlgang am 16. September 2007 ließ Walker die vier Gegenkandidaten mit großem Abstand hinter sich, doch er verfehlte mit 46,05 % der Stimmen knapp die absolute Mehrheit. Zur Stichwahl traten die Kandidaten Nitz und Weinbrecht nicht mehr an, Muth erklärte seinen Verzicht. Im zweiten Wahlgang am 30. September 2007 unterlag Walker (47,25 %) dem verbliebenen Gegenkandidaten Hans Jürgen Pütsch, der 51,07 % der Stimmen erhielt. Walkers Amtszeit lief regulär am 30. November 2007 aus.

#### Einsprüche gegen die Wahl
Allerdings wurde am 16. Oktober 2007 bekannt, dass Einsprüche gegen die Wahl eingegangen seien. Über die Art dieser Beschwerden wurden nur langsam Details bekannt. Die lokale Presse berichtete zunächst von angeblicher Wahlbeeinflussung in einem Altersheim sowie die Verletzung der Bannmeile rund um das Rastatter Rathaus.
Als Beschwerdeführer gab sich später eine vierköpfige Gruppe zu erkennen, bei der es sich um den ehemaligen SPD-Stadtrat und SPD-Ortsvereinsvorsitzenden Georg Raith, einen SPD- und einen FDP-Stadtrat sowie um einen Rastatter Kaufmann handelte. Sie nannten als Beschwerdegründe zunächst nur, dass in den unter der Verantwortung der Ortsvorsteher stehenden Mitteilungsblättern der Ortsteile nur die Wahlkampftermine von Walkers Konkurrenten abgedruckt worden seien. Dem Einspruch schlossen sich über 200 Personen an. Später wurden auch weitere Einspruchsgründe bekannt: In dem Antrag sei von „unzulässiger Wahlwerbung, Unrichtigkeit des Wählerverzeichnisses und Verletzung des Grundsatzes der Freiheit der Wahl durch Online-Umfrage“ die Rede gewesen. Das Regierungspräsidium in Karlsruhe prüfte den Einspruch und hätte im Fall von schweren Unregelmäßigkeiten die Wahl auch annullieren können, so dass eine Wahlwiederholung erforderlich geworden wäre.
Klaus-Eckhard Walker selbst zog sich in den zwei Monaten nach der Wahl weitgehend aus der Öffentlichkeit zurück und bezog erstmals Mitte November zur Wahlanfechtung Stellung. Auf seiner Homepage schrieb er, es sei das „legitime Recht“ von Bürgern, eine Wahl überprüfen zu lassen, wenn sie das „berechtigte Gefühl“ hätten, sie sei durch „unlauteren Wettbewerb“ zustande gekommen. Über seine Zukunftspläne machte er nur sehr vage Angaben. In einer Pressemeldung nach seinem letzten Arbeitstag zog Walker Bilanz. Hinsichtlich des Wahlkampfs äußerte er, es habe sich um eine „unredliche Kampagne“ gehandelt.
Am 30. November 2007 eröffnete Klaus-Eckhard Walker als letzten öffentlichen Auftritt den Weihnachtsmarkt in Rastatt und übergab dann die Amtsgeschäfte an den Ersten Beigeordneten Wolfgang Hartweg, der diese kommissarisch führte.
Das Regierungspräsidium wies den Einspruch gegen die Wahl am 6. Dezember 2007 ab. Es sah keine Anhaltspunkte für eine Wahlbeeinflussung. Lediglich in einem Punkt wurden die Einspruchsgründe bestätigt. Es handelte sich dabei um einen Formfehler bei der Versendung der Wahlunterlagen, der aber keinen Einfluss auf das Wahlergebnis gehabt habe. Pütsch wurde am 17. Dezember zum Amtsverweser bestellt. Als solcher durfte er sowohl den Titel Oberbürgermeister tragen und alle Amtsgeschäfte ausführen, hatte aber kein Stimmrecht im Gemeinderat.
Am 7. Januar 2008 lief die Einspruchsfrist gegen die Entscheidung des Regierungspräsidiums ab. Da bis dahin keine Rechtsmittel eingelegt wurden, war Hans Jürgen Pütsch nunmehr ordnungsgemäß gewählter Oberbürgermeister.

## Politisches Engagement nach der Oberbürgermeisterwahl 2007
Klaus-Eckhard Walker kündigte nach der Wahl auf seiner Homepage an, im „kommunalpolitischen und gesellschaftlichen Leben“ Rastatts „weiterhin präsent zu bleiben“.
So kritisierte er die Wiederaufnahme der Beziehungen mit der Partnerstadt Orange, die von Walker 1996 eingefroren worden waren, da in Orange Jacques Bompard, ein Kandidat der rechtsextremen Partei Front National, Bürgermeister geworden war. Walkers Nachfolger Pütsch nahm die Beziehungen wieder auf, als Bompard, der mittlerweile in der als etwas gemäßigter geltenden Partei Mouvement pour la France ist, im Jahr 2008 wiedergewählt wurde. In einem Artikel auf seiner Homepage bezeichnete Walker seinen Nachfolger als „Medienprodukt“ und kritisierte, dass dieser ohne Zustimmung des Gemeinderats den Bürgermeister von Orange kontaktiert habe. Er wies auch darauf hin, dass die Lokalzeitung Badisches Tagblatt seine Stellungnahme im Gegensatz zu anderen lokalen Medien ignoriert habe.

### Gründung des Vereins „Für unser Rastatt“
Am 17. April 2008 wurde bekannt, dass er an Vorbereitungen zur Gründung eines Vereins „Für unser Rastatt“ (FuR) mitwirkt, zu dessen Vorsitzender er bei der Gründungsversammlung am 29. April gewählt wurde. Ziel des Vereins sei es, mit einer eigenen Wahlliste bei den Kommunalwahlen 2009 anzutreten. Der Name des Vereins ist mit dem Slogan Walkers bei dessen OB-Wahlkampf 2007 identisch. Walker selbst hatte nach eigenen Angaben keine Ambitionen, selbst für den Gemeinderat anzutreten, solange seine berufliche Zukunft noch offen sei. Bei der Gründungsversammlung sagte er, dass das Gemeinwohl wieder Maßstab der Rastatter Politik werden müsse, nicht „Filz und Kungelei“. Weiterhin sprach er über mehrere kommunalpolitische Themen. An der Versammlung nahmen laut Angaben des Vereins 70 Personen teil. Allerdings war die Presse ausdrücklich nicht eingeladen worden, so dass die Informationen zu großen Teilen aus zweiter Hand stammen. Es nahm jedoch offenbar unerlaubt und heimlich ein Informant für die Badischen Neuesten Nachrichten an der Versammlung teil, wozu Walker äußerte, dass dies „mit seriösem Journalismus nichts zu tun“ habe. In einem Video-Interview mit dem lokalen Nachrichtenportal goodnews4rastatt berichtete Walker über den Verlauf der Versammlung und die derzeitige Situation des Vereins. Der Verein sei über Monate gewachsen und habe schon 50 Mitglieder.
Walker gab als 1. Vorsitzender bei der ersten öffentlichen Mitgliederversammlung von FuR am 16. Oktober 2008 bekannt, dass der Verein 90 Mitglieder hat. Er kritisierte die Planung einer S-Bahn-Trasse durch die Rastatter Innenstadt, die Einführung eines City-Managers sowie die Kindergartenpolitik. Er gab bekannt, dass FuR bei den Kommunalwahlen 2009 in Rastatt mit einer eigenen Liste antreten wird.

### Sprecher der Interessengemeinschaft Merzeau
Unabhängig von seinen Aktivitäten im Verein trat Walker im Mitte Oktober auch als Anwohner der ehemaligen Merzeau-Kaserne auf. Das Areal war von der Bundesanstalt für Immobilienaufgaben an eine Firma verpachtet worden. Diese stellte unter der Annahme, diese Nutzung sei nicht genehmigungspflichtig, im Auftrag der Daimler AG dort Lkw vorübergehend ab, da diese wegen Kapazitätsengpässen im Schiffsverkehr nicht rechtzeitig abtransportiert werden konnten. Walker wandte sich Mitte Oktober an die Stadt Rastatt, da er der Auffassung war, dass die Firma widerrechtlich gehandelt hatte. Eine rechtliche Prüfung der Stadt kam zum selben Ergebnis. Die Stadt entschied, dass die 600 Lkw bis Ende 2008 dort geduldet würden. Walker trat daraufhin Ende Oktober 2008 als Sprecher einer „Interessengemeinschaft Merzeau“ in Erscheinung und kritisierte die getroffenen Entscheidungen heftig. Er forderte eine Unterlassungs- oder Beseitigungsverfügung und wurde dabei von einer weiteren Privatperson unterstützt. Die Stadt sah von einer solchen Maßnahme wegen der Zusagen von Bund und Pächter ab, die eine vollständige Entfernung der Lkw schon gegen Ende November versprachen, und teilte am 28. November die vollständige Entfernung mit.

### Rücktritt als Präsident des FC Rastatt 04
Am 11. November 2008 gab Walker bekannt, dass er von seinem Amt als Präsident des örtlichen Fußballvereins FC Rastatt 04, welches er seit 1996 innegehabt hatte, mit sofortiger Wirkung zurücktritt. Als Grund gab er an, der 1. Vorsitzende des Vereins, Peter Leist, habe dies so gewünscht. Dieser erklärte in der Lokalpresse, dass Sponsoren, Stadträte und Vereinsmitglieder auf Walkers politische Aktivitäten mit Unverständnis reagierten. Diese politische Betätigung ließe sich nicht mit dem Präsidentenamt vereinbaren. Walker selbst erklärte, er wolle dem Verein bei der „Erschließung von Finanzquellen nicht im Wege stehen“. Walkers Leistung in der Vereinsförderung wurde auf der Jahreshauptversammlung des Vereins am 18. November 2008 gewürdigt.

### Ankündigung Kandidatur für den Stadtrat
Beim Neujahrsempfang des Vereins „Für unser Rastatt“ am 9. Januar 2009 erklärte Walker seine Bereitschaft, bei den Kommunalwahlen im Juni 2009 für den Rastatter Stadtrat zu kandidieren. Er kritisierte 2008 als „langweiliges kommunalpolitisches Jahr“. Als Wahlziel für FuR gab er an, dass der Verein zusammen mit den anderen kleinen Parteien die Mehrheit der Stimmen erlangen will.

### Kandidatur für den Direktor des Regionalverbandes Saarbrücken
Der Vorsitzende der Partei Die Linke Oskar Lafontaine stellte am 11. März 2009 im Rahmen einer Pressekonferenz Klaus-Eckhard Walker als Kandidat der Linken für den Direktorenposten im Regionalverband Saarbrücken vor. Dieser wurde am 7. Juni direkt vom Volk gewählt, wodurch der Termin auf denselben Tag wie die Kommunalwahl in Baden-Württemberg fiel.
Walker kündigte im Gespräch mit der Rastatter Lokalpresse an, wegen seiner Kandidatur im Saarland nicht für den Stadtrat in Rastatt zu kandidieren.
Am 24. März 2009 wurde Walker im Bürgerhaus Dudweiler offiziell von der Mitgliederversammlung der Linken nominiert, wobei 15 der 70 an der Abstimmung teilnehmenden Mitglieder gegen ihn votierten. Walker kündigte an, er wolle konstruktiv mit den Bürgermeistern des Regionalverbandes Saarbrücken zusammenarbeiten. Der Generalsekretär der saarländischen CDU, Stephan Toscani, wertete die Nominierung im Bezug auf Walkers Äußerungen gegenüber Asylbewerbern als Versuch der Linken, rechtsextremes Wählerpotenzial zu gewinnen. Der Saarländische Integrationsrat, der Dachverband der acht kommunalen Integrations- und Ausländerbeiräte im Saarland, sprach sich ebenso gegen Walker aus.
Walker wehrte sich in einem Interview mit der überregionalen Tageszeitung taz. Seine Äußerungen im Jahr 2003 seien unangemessen gewesen, jedoch habe es Drogen- und Frauenhandel in dem Asylbewerberheim gegeben und es sei zu Vergewaltigungen gekommen. Er plädierte daher für eine Abschaffung solcher Heime, auch das im saarländischen Lebach, die er als das eigentliche Problem ansehe. Er sei „ganz sicher kein Rassist oder Ausländerfeind“.
Bei der Wahl am 7. Juni 2009 erhielt Walker 15,29 % der Stimmen, womit er hinter den Kandidaten Peter Gillo von der SPD (36,24 %) und Rainer Grün von der CDU (28,22 %) auf den dritten Platz kam. Die Stichwahl am 21. Juni, die Gillo für sich entschied, fand ohne Walker statt, da er als Drittplatzierter nicht mehr zugelassen war.

### Rückzug aus der Kommunalpolitik
Am 11. September 2013 kündigte Walker den sofortigen Rückzug aus der Kommunalpolitik aus beruflichen Gründen an. Seine Tätigkeit als Anwalt lasse ihm kaum Spielraum, sich in der Kommunalpolitik weiter einzubringen.
Seither tritt er gelegentlich mit politischen Kommentaren in den Leserbriefspalten der Lokalpresse in Erscheinung. Die Wählervereinigung Für unser Rastatt verließ er im Juli 2017 nach internen Unstimmigkeiten.
Im Jahr 2022 trat Walker wieder in der Kommunalpolitik in Erscheinung, als er auf Facebook sich dafür aussprach, in einem Bürgerentscheid um den Standort eines neuen Zentralklinikums für das Klinikum Mittelbaden in Rastatt die vom Gemeinderat gewählte Lösung am Münchfeldsee abzulehnen und stattdessen einen Alternativstandort auf dem Merzeau-Gelände befürwortete. Der Entscheid im Mai 2023 ging mit 71,67 % zugunsten des Standorts am Münchfeldsee aus.
Bei der Oberbürgermeisterwahl 2023 in Rastatt brachte sich Walker eine Woche vor Wahltermin ins Spiel, indem er sich auf Facebook bereit erklärte, das Amt zu übernehmen. Da die Anmeldefrist zur Wahl schon verstrichen war, wies er darauf hin, dass man ihn in eine Leerzeile auf dem Stimmzettel eintragen könne. Beim ersten Wahlgang nutzten 25 Wähler die Möglichkeit, die Leerzeile auszufüllen, was 0,17 % entsprach. Es ist nicht bekannt, wie viele davon auf Walker entfielen.

## Tätigkeit als Anwalt
Mittlerweile ist Walker als Anwalt in Rastatt tätig. Seine Tätigkeitsschwerpunkte sind Staats- und Verwaltungsrecht, Kommunalrecht, Vertragsrecht (Baurecht, Arbeitsrecht u. a.), Öffentliches Wirtschaftsrecht und Internetrecht.
Die Vertretung seiner Frau gegenüber der Stadt Rastatt brachte ihm im Juli 2010 Kritik ein, da er 2003 seinem damaligen Beigeordneten Bernd Wafzig untersagt hatte, Mandate gegen die Stadt Rastatt zu übernehmen. Walker selbst sieht keinen Zusammenhang mit seinem früheren Amt. Die Übernahme des Mandats sei ein demokratisches Grundrecht. Er habe die Frage der Rechtsanwaltskammer Freiburg zur Prüfung vorgelegt.
Diese kam zum Schluss, dass sie für beamtenrechtliche Fragen nicht zuständig sei, und konstatierte lediglich, dass Walker berufsrechtlich ein Mandat nicht ausüben dürfe, wenn er als Oberbürgermeister mit dem konkreten Fall befasst war. Das Regierungspräsidium Karlsruhe untersagte Walker die Ausübung eines Mandats gegen die Stadt Rastatt mit der Begründung, dass dies bis fünf Jahre nach Beendigung des Beamtenverhältnisses unzulässig sei. Walker stellte im September 2010 einen Eilantrag beim Verwaltungsgericht Karlsruhe. Weiterhin reichte er eine Klage gegen das Land Baden-Württemberg in dieser Sache bei dem Gericht ein. Das Verwaltungsgericht Karlsruhe gab ihm 2011 Recht. Walker kann also als ehemaliger Oberbürgermeister Rastatts, ohne die genannte Frist, anwaltlich gegen die Kommune auftreten.
Walker vertrat ebenfalls im Herbst 2010 den Verein FuR, sich selbst und zwei weitere Mitglieder des Vereins. Die Stadt Rastatt hatte beim Landgericht Baden-Baden eine einstweilige Verfügung beantragt, bestimmte kritische Äußerungen zur Besetzung der Leitung einer Kindertagesstätte in Rastatt zu untersagen. Das Gericht sah die vorgebrachten Gründe als unzureichend an und beurteilte die Äußerungen als zulässig. Es lehnte daher den Antrag ab.
Zu einem Konflikt mit seinem Amtsnachfolger kam es im Februar 2013. Walker war von einigen Rastatter Vereinen als deren Vertreter in einem Disput um die Nutzungskosten einer gemeinsam von Stadt Rastatt und Rastatter Vereinen genutzten Immobilie engagiert worden. Die Stadtverwaltung empfand dies als Einmischung in einen in wesentlichen Teilen schon gelösten Konflikt. Zu einer anberaumten Besprechung, zu denen Oberbürgermeister Pütsch die Vertreter der Vereine persönlich und Walker ausdrücklich nicht eingeladen hatte, wurde Walker der Zugang zum Rathaus verweigert. Walker reichte daraufhin Dienstaufsichtsbeschwerde beim Regierungspräsidium ein. Das Amtsgericht Rastatt entschied, dass die Zutrittsverweigerung das Recht Walkers als Anwalt aus § 3 Abs. 2 BRAO verletzt hat und somit rechtswidrig war.